# Wayne Bridge
Wayne Michael Bridge (* 5. August 1980 in Southampton) ist ein ehemaliger englischer Fußballspieler. Er galt in den 2000er-Jahren als einer der besten linken Außenverteidiger im englischen Fußball und gewann mit dem FC Chelsea jeweils einmal die englische Meisterschaft (2005), den FA Cup (2007) und den Ligapokal (2007). Dazu absolvierte er 36 A-Länderspiele für die englische Nationalmannschaft und nahm an zwei Welt- (2002 und 2006) sowie einer Europameisterschaft (2004) teil.

## Karriere

### Vereine

#### FC Southampton (1998–2003)
Bridge begann die Fußballerkarriere in seiner Heimat beim FC Southampton, nachdem er zuvor bei Olivers Battery sein Handwerk erlernt hatte. Im Januar 1998 unterschrieb er einen Profivertrag und am 16. August 1998 debütierte er gegen den FC Liverpool per Einwechslung für John Beresford nach dessen schwerer Knieverletzung. Ursprünglich im linken Mittelfeld eingesetzt, wurde er schnell zum Außenverteidiger umgeschult und auf dieser Position verdrängte er nach der Ankunft des neuen Trainers Glenn Hoddle im Jahr 2000 den erfahrenen Francis Benali aus der Stammformation. Er erzielte per Freistoß gegen den FC Wimbledon auf 14. Mai 2000 sein erstes Tor für die „Saints“ und in den beiden Spielzeiten von 2000 bis 2002 verpasste er keine Partie. Er galt als einer der besten Akteure seines Klubs und neben stetigen Berufungen in die englische U-21-Auswahl schaffte er es in dieser Zeit auch in den Kader der A-Nationalmannschaft, die zur WM-Endrunde 2002 nach Japan und Südkorea fuhr. Ihn zeichnete vor allem Konstanz aus und mit seiner guten Ballbehandlung sowie den Qualitäten gleichsam in der Defensive und im Angriff durch Flankenläufe war er neben Ashley Cole der beste englische Linksverteidiger seiner Zeit. In Southampton harmonierte er in der Saison 2002/03 gut mit Chris Marsden vor ihm und gemeinsam erreichte der Klub einen beachtenswerten achten Ligaplatz und im FA Cup das Finale gegen den FC Arsenal (0:1). Dabei war am 18. Januar 2003 gegen Liverpool seine Serie von 113. Premier-League-Spielen ohne Unterbrechung zu einem Ende gekommen.

#### FC Chelsea (2003–09)
Mitte 2003 wechselte Bridge für sieben Millionen Pfund zum Ligakonkurrenten FC Chelsea als eine der ersten Neuverpflichtungen in der Ära von Roman Abramowitsch. Das erste Jahr für die „Blues“ verlief für ihn sehr positiv. Er war Stammspieler auf der linken Abwehrseite, wurde nur bei einigen Gelegenheiten von Celestine Babayaro vertreten und vor allem sein Zusammenspiel mit dem Flügelspieler Damien Duff, der am selben Tag wie er verpflichtet worden war, prägte Chelseas gute linke Seite. Ein persönlicher Höhepunkt war für Bridge sein entscheidendes Tor in der Champions League, das im Rückspiel des Viertelfinals beim FC Arsenal das Weiterkommen ermöglichte.
Die ersten echten Rückschritte erlitt Bridge in der Saison 2004/05. Zunächst war er weiter Teil einer robusten Defensivreihe, die in den ersten 27 Premier-League-Partien nur acht Gegentore kassierte. Im Februar 2005 zog er sich dann im FA Cup gegen Newcastle United einen doppelten Knöchelbruch zu, womit seine Saison vorzeitig endete. Er verpasste dadurch das siegreiche Endspiel im Ligapokal, aber zum Gewinn der englischen Meisterschaft hatte er mit 15 Ligaeinsätze genug für den offiziellen Erhalt einer Titelmedaille beigetragen. Die Verpflichtung des Spaniers Asier del Horno zur Spielzeit 2005/06 sorgte bei Bridge für zusätzliche Konkurrenz und auch als dieser nicht ganz zur Zufriedenheit von Trainer José Mourinho agierte, fand Bridge nach seiner Genesung mit Ausnahme von zwei Pokalpartien nicht ins Team zurück. Stattdessen setzte Mourinho den gelernten Innenverteidiger William Gallas auf die linke Seite und um seine Ambitionen für die anstehende WM-Endrunde in Deutschland nicht zu gefährden (und aufgrund der allgemein fehlenden Spielpraxis), wechselte Bridge im Januar 2006 auf Leihbasis zum Ligakonkurrenten FC Fulham. Er verhalf dort den von Chris Coleman betreuten „Cottagers“ zu einem sicheren Mittelfeldplatz, ehe er im Mai desselben Jahres wieder zu Chelsea zurückkehrte.
Die Aussicht auf eine dauerhafte Zukunft in Chelsea schien nachhaltig getrübt, als mit Ashley Cole der Linksverteidiger der englischen Nationalmannschaft dazugeholt wurde, aber Bridge fügte sich gut in die Rolle des Ergänzungsspielers. Er unterschrieb sogar einen neuen Vierjahresvertrag und hatte einen bedeutenden Anteil am Gewinn der beiden nationalen Pokaltrophäen. Bei beiden Finalpartien stand er in der Startelf und er steuerte im Halbfinale des Ligapokals einen Teil zum Endspieleinzug bei. Dabei profitierte er auch von zeitweiligen Verletzungssorgen bei Cole und seiner eigenen Fähigkeit, alternativ im linken Mittelfeld aushelfen zu können. Im März 2007 hatte er sich dabei noch einer Knieoperation unterziehen müssen, bevor er in der Schlussphase der Saison zurückgekehrt war.
Da sich Cole in der Saison 2007/08 überaus formstark zeigte, stand Bridge, obwohl weitgehend beschwerdefrei und stetig berufen in die englische Nationalmannschaft, lediglich 19 Mal in Chelseas Startelf. Höhepunkt war seine erneute Teilnahme am Endspiel im Ligapokal, das mit 1:2 gegen Tottenham Hotspur verloren ging. Ein halbes Jahr später ließen die Blues Bridge zu Manchester City wechseln. Die Ablösesumme betrug zehn Millionen Pfund und wie bei seinem vorherigen Transfer zu Chelsea, war auch „City“ mit einem neuen finanzkräftigen Eigentümer auf der „Shopping Tour“ schnell auf ihn aufmerksam geworden – bereits im Sommer 2008 war Bridges Mannschaftskamerad Shaun Wright-Phillips nach Manchester gewechselt.

#### Manchester City und Karriereende (2009–14)
Sofort eroberte sich Bridge den Stammplatz als Linksverteidiger, wobei diese Position bei den „Citizens“ mehrere Jahre als Schwachstelle gegolten hatte. Hoffnungen auf eine dauerhafte Wiederbelebung seiner Karriere auf höchstem Niveau erfüllten sich jedoch nicht, denn eine Knieverletzung im Dezember 2009 setzte ihn zunächst zwei Monate und danach Leistenprobleme einen weiteren Monat außer Gefecht. Dazu waren seine Darbietungen allgemein nicht stabil, was auch an dem medialen Druck lag, der auf ihn im Rahmen der „John-Terry-Affäre“ ausgeübt wurde. Sportlich wurde dazu das hochgesteckte Ziel der Champions-League-Qualifikation mit dem fünften Rang in der Premier League verpasst. In der Spielzeit 2010/11 fiel Bridge bei Trainer Roberto Mancini in der Hackordnung deutlich hinter Gaël Clichy, Aleksandar Kolarov und Pablo Zabaleta zurück und im Januar 2011 wurde er bis zum Saisonende an West Ham United ausgeliehen.
Nach einer weiteren Leihstation beim Erstligisten AFC Sunderland ab Ende Januar 2012, bei der er es in der Premier League jedoch bis zum Saisonende nur dreimal in die Startelf schaffte, konnte er bei der nächsten Station Brighton & Hove Albion in der Spielzeit 2012/13 in der zweiten Liga seine Karriere noch einmal wiederbeleben. Es folgte zur Saison 2013/14 der Wechsel zum ebenfalls zweitklassigen FC Reading. Hier beendete er nach einem weiteren Jahr seine Spielerkarriere. Dabei war er in Reading aufgrund von Knieproblemen nur selten zum Einsatz gekommen.

### Nationalmannschaft
In seiner Zeit beim FC Southampton reifte Bridge zu Beginn der 2000er-Jahre zu einem der besten Linksverteidiger im englischen Fußball und ihm wurde eine lange Karriere in der Nationalmannschaft prophezeit. Nach Einsätzen in der U-18- und U-21-Auswahl debütierte er im Februar 2002 für die „Three Lions“ bei einem Spiel gegen die Niederlande und überraschend war er kurz darauf sogar Teil des englischen Kaders für die WM-Endrunde in Japan und Südkorea. Dort wurde er zweimal eingewechselt und auch in der Folgezeit stetig nominiert, wenngleich ihm hinter Stammspieler Ashley Cole in der Regel nur die Rolle des Ersatzmanns übrig blieb. Die Aufgabenverteilung war identisch bei der Euro 2004 in Portugal und Bridge musste hier stets auf der Reservebank Platz nehmen.
Während der Qualifikation für die WM 2006 in Deutschland war Bridge oft im linken Mittelfeld unterwegs. Diese Position galt als problematisch im englischen Spiel. Über den Status des Lückenfüllers kam Bridge jedoch nicht hinaus und letztlich übernahm sein Chelsea-Kollege Joe Cole den Platz wieder, nachdem dieser sich von einer Verletzung erholt hatte. Nach der verpassten Qualifikation für die Euro 2008 absolvierte er am 14. November 2009 gegen Brasilien sein 36. und letztes A-Länderspiel. Sein einziges Tor hatte er fünfeinhalb Jahre zuvor gegen Island (6:1) erzielt. Im Februar 2010 erklärte er in Folge der medialen Berichterstattung rund um die angebliche Affäre seiner damaligen Lebensgefährtin mit seinem Nationalmannschaftskollegen John Terry den Rücktritt.

### Titel/Auszeichnungen
- Englische Meisterschaft (1): 2005
- Englischer Pokal (1): 2007
- Englischer Ligapokal (1): 2007
- PFA Team of the Year (2): 2001/02 (1. Liga), 2012/13 (2. Liga)